# Wolfgang-Heinz-Ring
Der Wolfgang-Heinz-Ring wurde 1985 vom Verband der Theaterschaffenden der DDR für herausragende Bühnendarsteller gestiftet. Der Ring wurde von Renata Ahrens geschaffen. Die Ringe wurden alle fünf Jahre vergeben und sind mit einem Opal geschmückt. Anregung war die von Wolfgang Heinz oft vorgetragene Ringparabel aus dem Drama Nathan der Weise von Gotthold Ephraim Lessing.
Nachdem der Theaterverband aufgelöst worden war, ging das Recht der Verleihung an den Intendanten des Deutschen Theaters Berlin.

## Preisträger
- 1985: Hannelore Bey, Mathilde Danegger, Dietrich Körner
- 1990: Rudolf Asmus, Monika Lennartz, Jutta Wachowiak